# درک آلهوسن
درک آلهوسن (انگلیسی: Derek Allhusen; ۹ ژانویهٔ ۱۹۱۴ – ۲۴ آوریل ۲۰۰۰) سوارکار اهل بریتانیا بود.
وی همچنین برندهٔ جوایزی همچون ستاره نقره‌ای شده‌است.